# Shō Sakurai
Shō Sakurai (櫻井翔 Sakurai Shō?,  Maebashi, Prefectura de Gunma; 25 de enero de 1982) es un actor japonés y miembro del grupo musical "Arashi" (tormenta en japonés).

## Biografía
Sho Sakurai (櫻井翔) es un actor, cantante, anfitrión de programas de TV y reportero japonés, miembro de Arashi (嵐) grupo de jpop que pertenece a la compañía Johnny's Entertainment, junto con Masaki Aiba (相葉雅紀), Kazunari Ninomiya (二宮和也), Satoshi Ohno (大野智)y Jun Matsumoto (松本潤)
Desempeña el papel de rapero en Arashi, escribe sus propios raps y tiene un alto dominio de inglés. Es graduado de la universidad de KEIO que es una de las más importantes en Japón se graduó en Economía.
Es la persona que hace que los chicos no peleen y según Masaki Aiba en 24 horas en 2004 también se encarga de apoyar a Kazunari Ninomiya y a Satoshi Ohno en sus actos de comedia.
Es conductor de NEWS ZERO y también es un gran actor.

## Trabajos

### Programas de TV
- mago mago arashi
- C No arashi
- D no Arashi
- G no Arashi
- nama nama arashi
- Arashi no Shukudaikun
- Himitsu no Arashi chan
- Co-conductor en News Zero
- Vs Arashi

### Películas
- 2024 - The Three Young-Men in Midnight: The Movie 2
- 2023 - Nemesis: The Movie
- 2018 - Laplace's Witch como Shūsuke Aoe
- 2014 - Pikanchi Life is Hard Tabun Happy (con Arashi)
- 2014 - Kamisama no Karute 2
- 2013 - Nazotoki wa Dinner no Ato de
- 2011 - Kamisama no Karute
- 2010 - Saigo no Yakusoku (Película para TV)
- 2009 - Yatterman como Gan-chan
- 2007 - Kiroi Namida (con Arashi)
- 2006 - Kisarazu Cat's Eye: World Series
- 2006 - Honey and Clover (ハチミツとクローバー, Hachimitsu to Kurōbā?)
- 2004 - PIKA-NCHI DOUBLE (con Arashi)
- 2004 - Kisarazu Cat's Eye como Bambi
- 2002 - PIKA-NCHI (con Arashi)

### Doramas
- 2013 - Kazoku Game "家族ゲーム"
- 2011 - Nazotoki wa diner no Ato de "resolver el misterio después de la cena"
- 2010 - Tokujo Kabachi!(con Maki Horikita)
- 2009 - The Quiz Show (season 2)。Como Kamiyama.
- 2007 - Yamada Tarô Monogatari "山田太郎ものがたり" La Historia de Yamada Taro.
- 2005 - Tokio~Chichi e no Dengon~ "トキオ ~父への伝言～" Tokio, mensaje a través del tiempo. En el canal NHK como Tokio
- 2004 - Yankibokou e kaeru SP "ヤンキー母校へ帰る SP" como Hiroshisuke Yoshiie. En el canal TBS
- 2003 - Yoiko No Mikata "よい子の味方" como Suzuki Taiyou. en el canal TBS
- 2002 - Kisarazu Cat's Eye "木更津キャッツアイ" as Bambi (Nakagomi Futoshi) en el canal TBS
  - nota : un año después de las serie se hizo una película "Kisarazu Cat's Eye: Nihon Series"la saga continuo hasta octubre de 2006 que se emitió el último capítulo*
- 2001 - Tengoku ni ichiban chikai otoko 2"天国に一番近い男 2"(El paraíso no puede esperar: El Profesor ) En el canal TBS

### Actuaciones
- 2006 - ビュ－ティフルチーム como John
- 2004 - West Side Story como Tony (con Ohno y Jun de Arashi) y también con Kazama Shoon y toma de Johnny's

### Conciertos (Solo)
- 2006 - THE SHOW

- Datos: Q449924
- Multimedia: Sho Sakurai / Q449924